# تيم كان
تيم كان (بالإنجليزية: Tim Kane)‏ هو اقتصادي وضابط وسياسي أمريكي، ولد في 28 أبريل 1968 في لانسنغ في الولايات المتحدة. حزبياً، نشط في الحزب الجمهوري.